# 彦人大兄命
彦人大兄命（ひこひとおおえのみこと）は、古墳時代の皇族。
『日本書紀』では彦人大兄と表記し（敬称は無い）、仲哀天皇の叔父で、天皇はその娘の大中姫を妃としたと出ているのみである。『古事記』では日子人大兄王と表記し、景行天皇の皇子で母は伊那毘若郎女（若建吉備津日子の女）。真若王という同母兄がいるが妻子の記事は無い。
『古事記』には大江王（大枝王とも表記、母は迦具漏比売）という人物も出てくる。迦具漏比売は大江王の異母兄倭建命の曾孫に当たり、景行天皇は直系の卑属を娶ったことになる上、景行天皇が長寿であれば一応理論上は不可能ではないものの年齢的にかなり無理があることから、この系譜を誤記とみなして彦人大兄命と大江王を同一人物とする説もある。
ただし、『古事記』では迦具漏比売という名のもう一人の女性（同一人物？）が応神天皇の妃となっているが産んだ子のリストは異なっている。大江王も異母妹の銀王（しろがねのみこ）を娶り大名方王と大中比売命（大江王の甥・仲哀天皇の妃）を儲けたとあり、彦人大兄命が儲けた子と一部は一致する。
飛鳥時代の皇族に押坂彦人大兄皇子がいるが、別人である。